# فروشنده
فروشنده یا عرضه‌کننده شخصی است که خریدار (متقاضی) می‌تواند در صورت نیاز در هر موقعی، بلافاصله با مراجعه به او نیاز خود را به موقع برطرف کند، و او نیز به کمک برآوردهای اقتصادی خود، نیاز بازار را شناسایی کرده و سپس با تهیه کالاهای مورد نیاز بازار و با در نظر گرفتن میزان تقاضا و عرضه، کالای خود را به خریداران عرضه می‌کند؛ و سپس با انجام معامله با خریدار، ارزش‌افزوده‌ای را فراهم می‌سازد.
کسب‌وکار «فروشنده» یکی از چهار رکن اساسی تشکیل یک بازار اقتصادی است چراکه برای تشکیل یک بازار باید چهار عامل وجود داشته باشد، «مصرف‌کننده یا تقاضاکننده»، «نیاز یا احتیاج»، «قدرت خرید»، «عرضه‌کننده یا تولیدکننده». چنانچه در هر بازار میان عناصر چهارگانه ذکرشده ارتباط منطقی یا نظم در مبادله و دادوستد وجود داشته باشد اصطلاحاً می‌گویند بازار دارای نظم است یا تنظیم شده‌است.

## هدف از نقش فروشنده در علم اقتصاد
هدف نهایی فروشندگان رقابت تجاری به‌معنی «فرایند مجادله و برتری‌جویی میان هرکدام از فروشندگان به منظور به‌دست آوردن هدف تجاری خاص همانند جلب مشتری بیشتر برای محصولات خود و کسب سود و سهم بیشتر از بازار» می‌باشد. در علم اقتصاد در سودمندی رقابت در حوزه فعالیت‌های تجاری در صورتی‌که فضای بازار، آزاد و به دور از هرگونه تبعیض و موانع ناروا باشد تردیدی وجود ندارد. بر این اساس نتیجه رقابت پیروزی فروشنده و بنگاهی خواهد بود که از رقیبان خود کارآمدتر و لایق‌تر باشد. چنین بنگاهی در جذب مشتریان و فروش محصولات خود در نتیجه، کسب سود بیشتر موفق‌تر خواهد بود و سایرین که توان رقابت با وی را ندارند مجبور به ترک بازار می‌شوند و این از عادلانه‌ترین قوانین طبیعت است. به‌طور خلاصه، به‌دلیل وجود فروشندگان و در نتیجه قوانین رقابت، که تنظیم‌کننده بازار است و از جمله مقررات اقتصادی است، تنها هدف فروشندگان باید افزایش کارایی باشند که خودبه‌خود به ارتقای رفاه مصرف‌کنندگان می‌انجامد.